# Søfartsstyrelsen
Søfartsstyrelsen er en styrelse under Erhvervsministeriet, der har til opgave at administrere dansk søfart.
Styrelsens opgaver omfatter hovedparten af emnerne indenfor søfart, blandt andet sikkerhed om bord og sejladssikkerhed i danske og grønlandske farvande, skibsfartens påvirkning på det eksterne miljø, arbejdsmiljø, søfartssociale forhold samt kontrol og regler om uddannelse af søfarende, skibsregistrering, søret samt erhvervspolitik for søfartserhvervet både nationalt og internationalt, herunder international regelfastlæggelse og regulering.
Da Farvandsvæsenet ved Kgl. Resolution blev nedlagt 3. oktober 2011 overførtes endvidere opgaver om farvandsafmærkning (herunder på Færøerne), navigationssystemer, navigationsmeddelelser og visse nautiske publikationer (Efterretninger for Søfarende) og visse forsknings- og innovationsopgaver til Søfartsstyrelsen.
Samtidig overførtes Lodstilsynet til Søfartsstyrelsen, mens det statslige lodsvæsen blev underlagt Erhvervs- og Vækstministeriet.
Endvidere blev sagsbehandling om søfartsuddannelser og søfartsskolerne overført til Uddannelsesministeriet, mens regler om uddannelsernes indhold, sønæringsbeviser samt bemyndigelse og auditering af skoler forblev hos Søfartsstyrelsen.
Styrelsens ansvar indenfor ovennævnte områder gælder både fritidssejlads, handelsflåden og fiskeriet, men styrelsen har dog ikke ansvar for fiskeripolitikken, dette ansvaret er placeret hos Udenrigsministeriet.
Regeringen udgav i 2012 vækstplan for Det Blå Danmark - Vækstplanen for Det Blå Danmark indeholder en række initiativer, der frem mod 2025 skal udvikle Danmark til et globalt maritimt kraftcenter.
Søfartsstyrelsen har ansvaret for etableringen af Danmarks første havplan. Havplanen skal udgøre grundlaget for koordineringen af de mange anvendelser af Danmarks havområde på en måde, der kan understøtte betingelserne for bæredygtig vækst i Det Blå Danmark. Havplanen skal fastsætte, hvilke havområder i de danske farvande der kan anvendes til bl.a. offshore-energiudvinding, skibsfart, fiskeri, akvakultur, havminedrift og miljøbeskyttelse frem imod 2030.
Søfartsstyrelsen har kontor på Caspar Brands Plads i Korsør.

## Historie
- 1567 – Kong Frederik 2. anvender for første gang begrebet søret.
- 1683 – Kong Christian 5. indfører en ny regel i Danske Lov, som regulerede søfarendes ansættelse og hyre.
- 1862 – De danske myndigheder begynder at syne anordningerne om bord på skibe.
- 1920 – Det officielle organ Statens Skibstilsyn, Overskibsinspektoratet bliver oprettet.
- 1951 – Overskibsinspektoratet skifter navn til Direktoratet for Statens Skibstilsyn.
- 1988 – Søfartsstyrelsen bliver oprettet ved sammenlægning af 6 myndigheder på søfartsområdet, med Thorkild Funder som direktør. Danmarks Internationale Skibsregister oprettes pr. 23. august.
- 1996 – Jørgen Hammer Hansen overtager posten som direktør. Funder-udvalget udgiver sin rapport om de fremtidige rammer for søfartsområdet, specielt med hensyn til de maritime uddannelser.
- 2000 – Lov om Danmarks Internationale Skibsregister reviderers, således at passagerskibe i udenrigsfart nu også kan optages.
- 2001 – Alle martime uddannelser bliver selvejende institutioner. Tonnageskatten indføres.
- 2003 - Søfartsstyrelsen udsender "Søfartspolitisk Vækststrategi", hvor et samlet erhverv giver sine anbefalinger til fremtidens rekruttering og uddannelser.
- 2006 – Regeringens handlinsplan "Danmark som Europas førende søfartsnation" offenliggøres.
- 2009 – Andreas Nordseth overtager posten som direktør for styrelsen.
- 2011 – Ved Regeringen Helle Thorning-Schmidts tiltræden den 3. oktober 2011 overgår store dele af Farvandsvæsnet samt hele Lodstilsynet til Søfartsstyrelsen, samtidig afgives ansvaret for de maritime uddannelser til Ministeriet for Forskning, Innovation og Videregående Uddannelser
- 2011 - Farvandsvæsenet nedlægges, og Søfartsstyrelsen overtager størsteparten af opgaverne: Farvandsafmærkning og fyr, sejladsinformation og advarsler til søfarten samt Lodstilsynet.
- 2012 - Vækstplanen for Det Blå Danmark offentliggøres.
- 2013 - Søfartsstyrelsen får nyt domicil på Carl Jacobsens Vej i Valby.
- 2017 - Søfartsstyrelsens hovedkontor flytter til midlertidige lokaler på Fjordvænget 30 i Korsør. 50 medarbejdere flytter med.
- 2019 - Søfartsstyrelsen flytter ind i nyt hovedkontor i Korsør, som er fordelt på tre lokationer. Søfartsstyrelsens hovedadresse bliver på Caspar Brands Plads 9, Korsør. De to øvrige lokationer er hhv. Fjordvænget og Batterivej. På Casper Brands Plads har styrelsen fået indrettet mødecenter, kantine og cafe for medarbejderne. Søfartsstyrelsens flytning til Korsør er tilendebragt.

## Organisation[3]
- Direktion
- Direktionssekretariatet (DIS)
- Maritim regulering og jura (MRJ)
- Maritim erhvervs- og vækstpolitik (MEV)
- Skibsregistret (SRG)
- Sikre skibe (SISK)
- Center for det Maritime Sundhedsvæsen (CMS)
- Sikre farvande (SIFA)
- Data og Foretningsudvikling (DAFU)
- Søfarende og certifikater (SOC)
- Administrationssekretariatet (ADM)
- System og udvikling

Søsportens Sikkerhedsråd er et selvstændigt råd med en formand udpeget af Søfartsstyrelsen, der har til formål at fremme sikkerhed til søs blandt fritidssejlere. Sekretariatsfunktionen for dette råd varetages af Søfartsstyrelsen.